# Larroque-Saint-Sernin
Larroque-Saint-Sernin è un comune francese di 170 abitanti situato nel dipartimento del Gers nella regione dell'Occitania.

## Società

### Evoluzione demografica
Abitanti censiti